# Another Way to Die
«Another Way to Die» — песня американской хеви-метал группы Disturbed, первый сингл с их пятого студийного альбома Asylum. Премьера сингла состоялась 14 июня 2010 года на американском радио. 15 июня он стал доступен для покупки через iTunes. В тот же день стал доступен для просмотра на YouTube, на официальном канале группы. Позднее, отрывок песни был использован в трейлере файтинга Mortal Kombat.

## Текст песни
В интервью для радиостанции The Pulse Radio, вокалист Дэвид Дрейман рассказал, что трек содержит некоторые очень актуальные темы:
Очевидно, что скоро может настать катастрофа, или глобальное потепление. Но мы ничего не делаем чтобы это предотвратить. Люди стали слишком безответственны. Все продолжают зарывать в землю ядерные отходы. Все также продолжают с аппетитом жрать еду из этих же отходов. Но никого это не волнует. И, конечно, то что происходит сейчас в Мексиканском заливе является ужасающей новостью.

## Список композиций
| №  | Название             | Длительность |
| -- | -------------------- | ------------ |
| 1. | «Another Way to Die» | 4:13         |

| №  | Название                                        | Длительность |
| -- | ----------------------------------------------- | ------------ |
| 1. | «Another Way to Die»                            | 4:13         |
| 2. | «Living After Midnight» (кавер на Judas Priest) | 4:25         |

## Участники записи
- Дэн Дониган — гитара, программирование, продюсер
- Дэвид Дрейман — вокал
- Майк Венгрен — ударные
- Джон Мойер — бас-гитара, бэк-вокал

## Музыкальный клип
Группа сняла видеоклип, срежиссированный Робертом Шобером (также известного как «Roboshobo»), который был выпущен 9 августа. Это первое музыкальное видео со времён «Land of Confusion», в котором не участвует ни один из участников группы; видео сфокусировано на мировых событиях, описанных в песне, таких как загрязнение и бедность.

## Чарты
За неделю, закончившуюся 25 сентября 2010 года, «Another Way to Die» достиг первой позиции в американском чарте Billboard Rock Songs, став первым синглом Disturbed, занявшим первое место в этом чарте.
| Чарт (2010)                               | Высшая позиция |
| ----------------------------------------- | -------------- |
| Canadian Hot 100                          | 62             |
| U.S. Billboard Hot 100                    | 81             |
| U.S. Billboard Hot Mainstream Rock Tracks | 1              |
| U.S. Billboard Alternative Songs          | 15             |
| U.S. Billboard Rock Songs                 | 1              |